# Metone di Atene
Metone di Atene (in greco antico: Μέτων ὁ Ἀθηναῖος?, Métōn ho Athēnâios; Atene, ... – Atene, dopo il 414 a.C.) è stato un astronomo, matematico e geometra greco antico del V secolo a.C..

## Biografia
Per quanto sia dichiarato ateniese da tutte le fonti, non è certo il demo di nascita di Metone. Claudio Eliano parla di lui nella sua Ποικίλη ἱστορία (Varia Historia) affermando che fosse nativo del demo di Leuconoe Anche il commediografo Frinico, contemporaneo di Aristofane, nel suo Monotropos lo chiama Metone di Leuconoe.  
È universalmente conosciuto per aver introdotto nel 432 a.C. il ciclo metonico, un ciclo di diciannove anni basato sull'osservazione che 19 anni solari corrispondono (quasi) esattamente a 235 mesi lunari. Sul ciclo metonico si basano i calendari lunisolari aritmetici, cioè quei calendari, come ad esempio quello ebraico, che mantengono il sincronismo sia col corso del sole sia con quello della luna per mezzo di approssimazioni aritmetiche del moti reali medi dei due astri. 
Altri calendari lunisolari, ad esempio quello cinese, si basano invece sul calcolo dell'orbita reale della Terra e della Luna, con risultati talvolta leggermente diversi da quelli ottenuti per approssimazione aritmetica.
È considerato come uno dei primi astronomi greci ad aver eseguito delle misure astronomiche precise scoprendo anche la non uniformità di moto del sole nella fascia dello zodiaco e, come astronomo, viene parodiato negli Uccelli di Aristofane.